# 有働剛
有働 剛（うどう ごう、1972年3月15日 - ）は、日本の俳優 ・ 声優 ・ ナレーターである。青森県出身。身長174cm、体重67kg。血液型O型。靴のサイズは26.5cm。

## 人物
- 特技はスキー（JAS1級）、殺陣
- 趣味はツーリング・キャンプ、津軽三味線、小説読書。

## 出演作品

### テレビドラマ
- 2014年　TVドラマ『びったれ!!!』第6話
- 2012年　フジテレビ金曜プレステージ『悪党』
- 2012年　TBS浪花少年探偵団
- ANB土曜ワイド劇場『おとり捜査官・北見志穂16』SIT隊長
- 火曜サスペンス劇場『迂回路』宮下刑事役

### 舞台
- ～2011年　『蒲田行進曲』ヤス役（作:つかこうへい・演出:森岡利行）
- 舞台版『竜二』安田監督役（作:つかこうへい・演出:森岡利行）
- 『心は孤独なアトム』主演（作＆演出:森岡利行）
- 時代劇『酒呑童子』（作＆演出:中島智之）
- 『新宿駅～恋のカーニバル』（コージー冨田ゲスト・新宿スペースゼロ）
- 『ぼくらはみんな生きてヤる！』作＆プロデュース
- 2012年　『裏・蒲田行進曲』（作＆演出:井出良英）
- 2013年　『映像都市　チネチッタ』（作:チョウ・ウィシン・演出:森岡利行）
- 『フェニックス・クラブ』（作:竹内一郎・演出:松村稔）
- 『広島に原爆を落とす日』（作:つかこうへい・演出:鈴木佐利）

### 映画
- ～2011年『サイコ』
- 『恋愛白書』上山役（山本和夫＆白川士監督作品）
- 『お父さんのバックドロップ』（李闘士男監督作品）
- 『ブリュレ』吉住消防隊長役（林田健太監督作品）
- 『グラッフリーター刀牙』陳海々役

- 2015年『那落』主演

### MC
- 2014年　東芝プライベートショー　イベントMC

### ナレーション
- TVCM　『富士急ハイランド』～絶叫ハイランダー編
- テレビ東京 　『恋する!?キャバ嬢』第9話の実況MC担当
- 企業VPナレーション　『ドリコム』他

### CM
- PSソフト　　　　『サラリーマン金太郎』役
- スーパードライ　　『ボートレース編』
- 富士急ハイランド　『ハイランダー編』樹海星人

### WEB
- 富士急ハイランド
- 『戦慄迷宮～復活への道～』最恐鬼教官役（第2話～第4話、最終話）
- ※戦慄迷宮リニューアルイベントにてゲスト出演